# 雪村友梅
雪村友梅（せっそんゆうばい、正応3年（1290年）- 貞和2年12月2日（1347年1月14日））は、鎌倉時代末から南北朝時代にかけての臨済宗の禅僧である。

## 略歴

### 一山に師事
父は越後の土豪・一宮氏（源姓）、母は信濃須田氏（藤姓）。正応3年（1290年）越後白鳥にて生まれる。幼少の頃、鎌倉に出て建長寺の一山一寧に侍童として仕える。元朝からの帰化僧である一寧から唐語や彼の地の様子を教えられたと思われる。のち比叡山戒壇院で受戒、つづいて京都建仁寺に入門した。

### 入元
まもなく徳治2年（1307年）、18歳の時、渡海して元へ赴く。2年ほど大都（北京）周辺を見て回り、元叟行端・虚谷希陵・東嶼徳海・晦機元煕・叔平□隆などに参ずる。しかし日元関係の悪化に伴い、日本留学僧は間諜（スパイ）と見なされたため、霅州の獄に繋がれる。叔平も雪村を匿った罪で逮捕され、獄死した。雪村も危うく処刑されかけたが、とっさに無学祖元の臨剣頌を唱えたため、気圧された処刑官が、死罪を延期し、処刑を免れた。以後、江南地域ではこの臨剣頌が、祖元ではなく雪村の作であると伝わったということが、数十年後同地を訪れた中巌円月によって記録されている。
死一等を免ぜられて長安に流され、3年後には四川の成都に改めて流謫され、その地で10年を過ごす。この間、さまざまな経書・史書などを学び、一度暗記したページはちぎって河へ捨てたという。
大赦により許された後、長安に戻りそこで3年を過ごす。この頃より帰国の念が募ったが、請われて長安南山翠微寺の住職となり、元の朝廷から「宝覚真空禅師」の号を特賜された。

### 帰朝後
元の天暦2年（日本では元徳元年/1329年）5月、商船に便乗して博多へ帰朝。新たに日本へ来朝した明極楚俊・竺仙梵僊らや、同じく帰朝した天岸慧広・物外可什らと同船していた。その後鎌倉へ戻り、翌年には師一山の塔である建長寺玉雲庵の塔主となる。
その後元徳2年（1331年）、信濃諏訪神社の神官で豪族である金刺満貞に招かれ、信濃へ赴く。また同地の神為頼に請われて徳雲寺開山となる。さらに翌年には京都の小串範秀という武士に招かれ、嵯峨の西禅寺住職となる。また建武元年（1334年）には豊後大友氏に招かれ、府内の万寿寺に転じ、3年住した。ふたたび京都へ上り栂尾に隠棲したが、播磨守護赤松円心が小串範秀の推薦を受け、円心が建立した法雲寺の開山として招く。紅葉に映える千種川の清流をかつて幽囚されていた蜀（成都）の錦江になぞらえ、山号を金華山とした。
暦応3年（1340年）、足利尊氏・直義兄弟は、京都の万寿寺の住職として雪村を招請したが、雪村は病気（中風）により再三固辞する。しかし数年にわたる円心の熱心な願いに折れ、康永2年（1343年）8月、ついに万寿寺の住持となった。ただしわずか1年で辞し、翌年には東山の清住庵に移り住んだ。この頃より中風の症状が重くなり、摂津有馬温泉で療養している。
しかし、貞和元年（1345年）2月、今度は朝廷によって建仁寺の住持を命じられ、就任。盛大な入山式が執り行われ、雪村の名声により宗儀は大いに振るった。翌年11月、法兄の石梁仁恭の十三回忌法会の導師を務めるが、楞厳呪第五段の焼香三拝に至って右半身不随となる（脳卒中による麻痺か）。朝廷や武家が派遣した医師や薬をすべて断り、12月2日に遺偈を左手で書こうとしたが、うまく字にならず、怒って筆を投げつけ、周囲が墨だらけになる中、示寂した。享年57。

## 漢詩文
五山文学の最盛期にあって中枢となった僧であり、詩文集としては、在元時代の詩偈を編んだ『岷峨集』や帰朝後の詩文・語録集として『宝覚真空禅師語録』がある。